# Карл Лудвиг фон Поснер
Карл Лудвиг фон Поснер (на немски: Karl Ludwig von Posner) е крупен унгарски производител и Австро-унгарски имперски съветник.

## Биография
Карл Лудвиг фон Поснер е роден през 1822 година в Австрийската империя. През 1852 година създава най-голямото печатарско, литографско и подвързваческо учреждение в Унгария, след което е изпратен като правителствен пълномощник на изложенията в Лондон (1871), Виена (1878) и Триест (1882). През 1884 година Агостон Трефорт, министър на религията и образованието в Унгария, упълномощава Карл Лудвиг фон Поснер да издаде на унгарски език репродукции на географски карти, заради което получава голяма благодарност. През 1873 година император Франц Йосиф дава знатно потекло на Карл Лудвиг фон Поснер, а през 1885 година го прави императорски съветник.